# Philip, Duke of Edinburgh

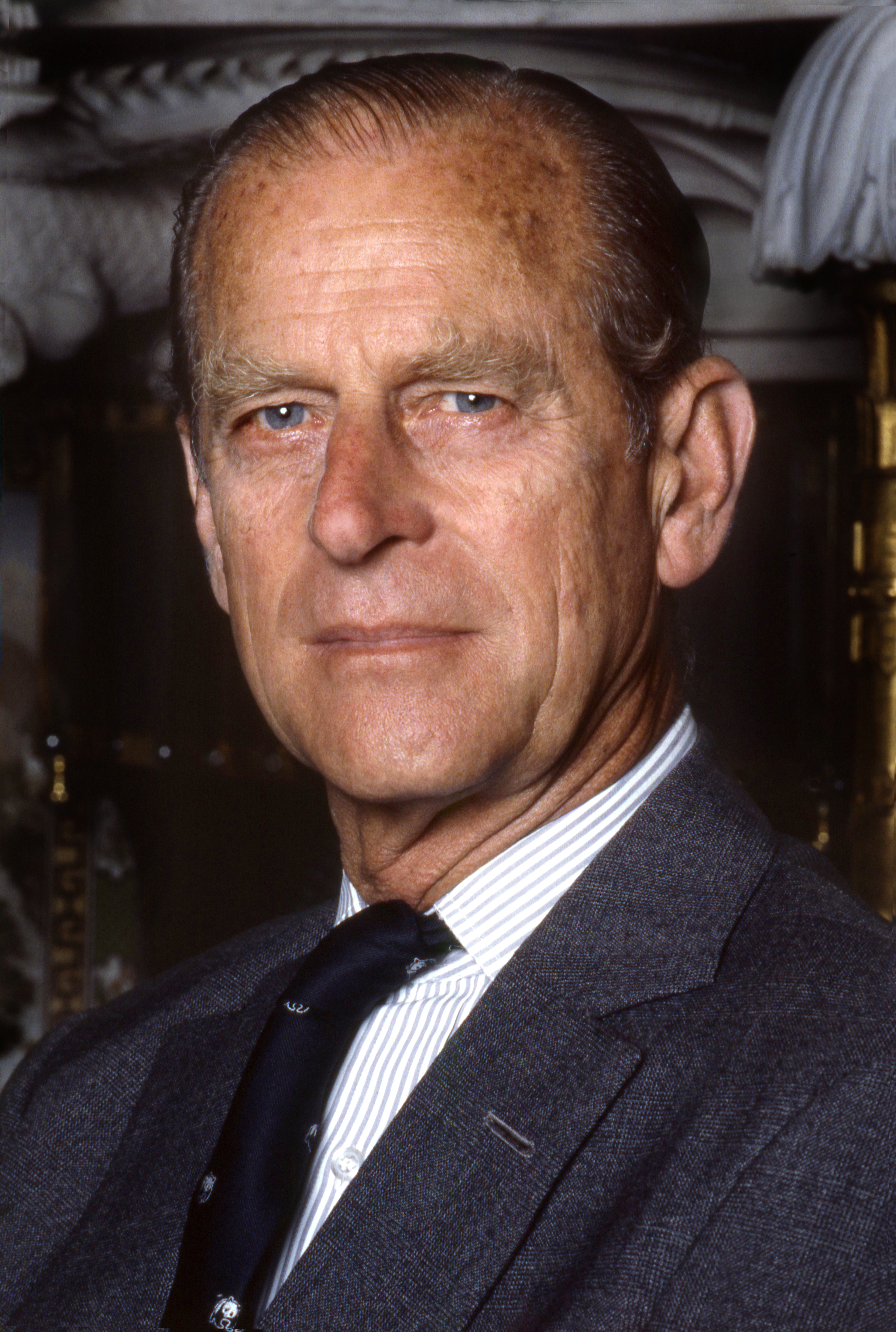
Prinz Philip (1992)

Prince Philip, Duke of Edinburgh (* 28. Maijul. / 10. Juni 1921greg. als Prinz Philipp von Griechenland und Dänemark im Schloss Mon Repos auf Korfu, Königreich Griechenland; † 9. April 2021 auf Windsor Castle, Windsor, Vereinigtes Königreich) war der Prinzgemahl der britischen Königin Elisabeth II. und Vater von König Charles III.

## Leben

### Familiärer Hintergrund
Prinz Philipp von Griechenland und Dänemark wurde am 10. Juni 1921 (nach gregorianischem Kalender, der allerdings in Griechenland erst zwei Jahre später eingeführt wurde) als jüngstes Kind von Prinz Andreas von Griechenland und Dänemark und Prinzessin Alice von Battenberg auf Schloss Mon Repos auf der griechischen Insel Korfu geboren. Seine vier älteren Schwestern waren Margarita (1905–1981), Theodora (1906–1969), Cecilia (1911–1937) und Sophie (1914–2001).
Väterlicherseits entstammt er dem Haus Schleswig-Holstein-Sonderburg-Glücksburg, einer Nebenlinie des Hauses Oldenburg, das seit 1863 die Könige von Griechenland stellte. Er war der Enkel von Georg I. von Griechenland, Neffe von Konstantin I. und Cousin der Könige Alexander I., Georg II. und Paul. Da Georg I. von Griechenland auch ein Bruder von Alexandra von Dänemark, der Ehefrau von Eduard VII. war, war Philip auch ein Großcousin seines späteren Schwiegervaters Georg VI. (Vereinigtes Königreich).
Mütterlicherseits entstammte er dem Haus Battenberg, einer 1851 begründeten morganatischen Nebenlinie des großherzoglichen Hauses Hessen, das sowohl über die Battenberger als auch über die Hauptlinie mit dem britischen Königshaus eng verwandt war. Er war der Neffe von Louise Mountbatten, seit 1950 Königin von Schweden, und von Louis Mountbatten, 1. Earl Mountbatten of Burma, vormals Prinz Louis von Battenberg, dessen 1917 ins Englische übersetzten Namen Mountbatten er später annahm.

### Frühe Jahre

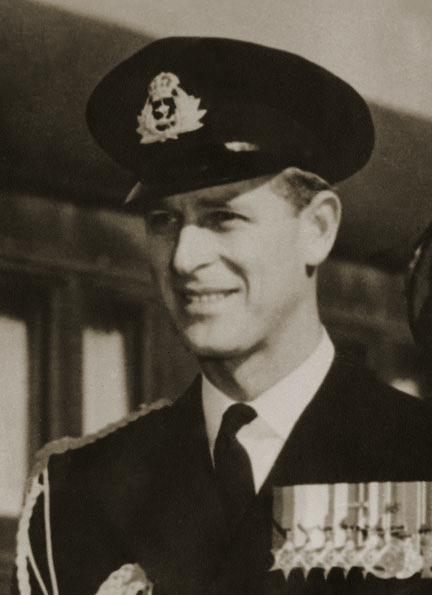
Prinz Philip in Kanada (1951)

Seine Kindheit und Jugend waren durch innerfamiliäre Konflikte gekennzeichnet. Zum Zeitpunkt seiner Geburt war die Ehe der Eltern bereits gescheitert. Zwar gingen die Eltern nach einem Militärputsch gemeinsam ins Exil, die Mutter jedoch nach Paris, während sich der Vater eine Wohnung in Monte Carlo nahm und dort mit seiner Geliebten lebte. Die Mutter und ihre fünf Kinder waren auf das Wohlwollen von Verwandten und Freunden angewiesen, da sie selbst nur wenig Geld hatte und von ihrem Mann nicht unterstützt wurde.
Während Philips erster Lebensjahre begann bei der Mutter eine psychische Erkrankung. Sie zeigte Anzeichen von Schizophrenie. Schließlich wurde sie auf Druck ihres Bruders Louis Mountbatten in die psychiatrische Klinik Sanatorium Bellevue in Kreuzlingen in der Schweiz eingewiesen. Da sein Vater ihn nicht aufnehmen wollte, lebte Philip im Laufe der folgenden Jahre bei diversen Verwandten. Im Laufe seiner Jugend sah er seine Mutter nur wenige Male und durfte sie in Sanatorien besuchen; zum Vater hatte er nur schriftlichen Kontakt.
Anfangs besuchte Philip in Paris die amerikanische Schule The Elms, bis er 1928 auf die Cheam School in der britischen Grafschaft Hampshire wechselte. Auf Anraten seiner Schwester Theodora besuchte er ab 1933 für zwei Jahrgänge die von Theodoras Schwiegervater Max von Baden, Karl Reinhardt und dem Reformpädagogen Kurt Hahn gegründete Schule Schloss Salem.
Nach der Machtergreifung Hitlers und der NSDAP wurde der aus einer jüdischen Familie stammende Kurt Hahn im Juli 1933 aus dem Schuldienst entlassen und emigrierte nach Schottland, wo er 1934 die British Salem School (heute Gordonstoun) gründete, zu der Philip im selben Jahr wechselte. 1939 besuchte er als Kadett das Britannia Royal Naval College in Dartmouth. Während des Zweiten Weltkriegs wurde er für seinen Einsatz in der Schlacht bei Kap Matapan auf dem Schlachtschiff Valiant für besondere Tapferkeit im Kriegsbericht erwähnt. 1942 wurde Philip zum Lieutenant befördert. Er war auf einem britischen Schiff in der Bucht von Tokio, als Japan am 2. September 1945 kapitulierte. Im Januar 1946 übernahm Philip den Posten eines Instructors an einer Unteroffiziersschule der Royal Navy.
Für die Eheschließung mit der Thronfolgerin des Vereinigten Königreichs Elisabeth, mit der er nach einer ersten Begegnung 1934 erneut 1939 anlässlich eines von ihr zusammen mit ihrem Vater absolvierten Besuchs des Britannia Royal Naval College in Dartmouth zusammengetroffen war, verzichtete er im Februar 1947 auf seinen Titel Prinz von Griechenland und Dänemark, erhielt die britische Staatsbürgerschaft und änderte seinen Familiennamen von Schleswig-Holstein-Sonderburg-Glücksburg zu Mountbatten. Zwei Tage vor seiner Hochzeit wurde er am 18. November 1947 als Knight Companion in den Hosenbandorden aufgenommen und am 20. November 1947 in der Peerage of the United Kingdom zum Duke of Edinburgh, Earl of Merioneth und Baron Greenwich erhoben.

### Zeit als Prinzgemahl

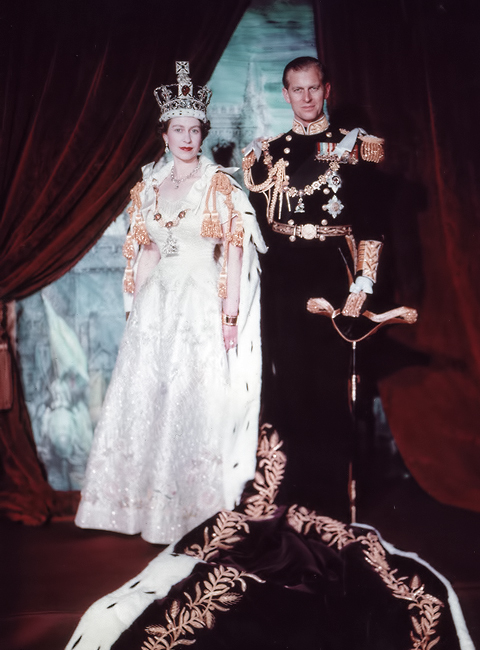
Elisabeth II. mit Prinz Philip nach Elisabeths Krönung, 1953

Am 20. November 1947 heiratete er die damalige Prinzessin und Thronfolgerin Elisabeth (1926–2022). Aufgrund seiner militärischen Karriere und seiner Stellung in der königlichen Familie hatte er mehrere höchste militärische Ränge inne:
- Lord High Admiral des Vereinigten Königreichs,[3]
- Admiral of the Fleet der Royal Navy,
- Field Marshal der British Army sowie
- Marshal of the Royal Air Force der Royal Air Force.

Ab 1952, der Proklamation seiner Ehefrau zur Königin, war er als ihr Mann auch Staatsrat (englisch Counsellors of State). In dieser Funktion konnte er gewisse Amtsgeschäfte und Hoheitsrechte der Königin wahrnehmen, wenn sie im Ausland weilte oder verhindert war.
Daneben war er, wie bereits sein Onkel Lord Louis Mountbatten (1900–1979), Mitglied des renommierten Savage Clubs. 2013 feierte er seine 60-jährige Mitgliedschaft im Bund der Freimaurer. Er war der dienstälteste Prinzgemahl in der Geschichte des Königreichs. Am 17. April 2009 stand er 57 Jahre und 71 Tage an der Seite der Königin und brach damit den Rekord von Königin Charlotte, der Frau von Georg III.
Philip war mit Königin Elisabeth sowohl väterlicherseits (über Christian IX. von Dänemark) als auch mütterlicherseits (als Cousin dritten Grades) verwandt. Aus diesem Grunde stand er auch in der Thronfolge des Vereinigten Königreichs, aber weit hinter seinen Kindern. Königin Victoria war sowohl die Ururgroßmutter von Prinz Philip als auch die seiner Frau Königin Elisabeth.

Übersicht der gemeinsamen Abstammung von Königin Elisabeth II. und Herzog Philip von Königin Victoria, ihrer beider Ururgroßmutter (rot: Erblinie der Monarchen des Vereinigten Königreichs; grün: Erblinie Philips)

Als Ehemann der Königin von Australien war er Schirmherr der Olympischen Sommerspiele von Melbourne 1956. Von 1964 bis 1986 war er Präsident der internationalen Reitsportvereinigung FEI und wurde 1980 Mannschafts-Weltmeister im Vierspänner; und gab in dieser Zeit den Anstoß zu den Weltreiterspielen. Außerdem war er von 1955 bis 1957 Vorsitzender des englischen Fußballverbandes. Er sprach fließend Englisch, Deutsch und Französisch. Sein Griechisch war rudimentär, weil die Familie Griechenland verlassen musste, als er noch ein Kleinkind war. Zusammen mit Friederike von Hannover hatte er Griechischunterricht genommen.

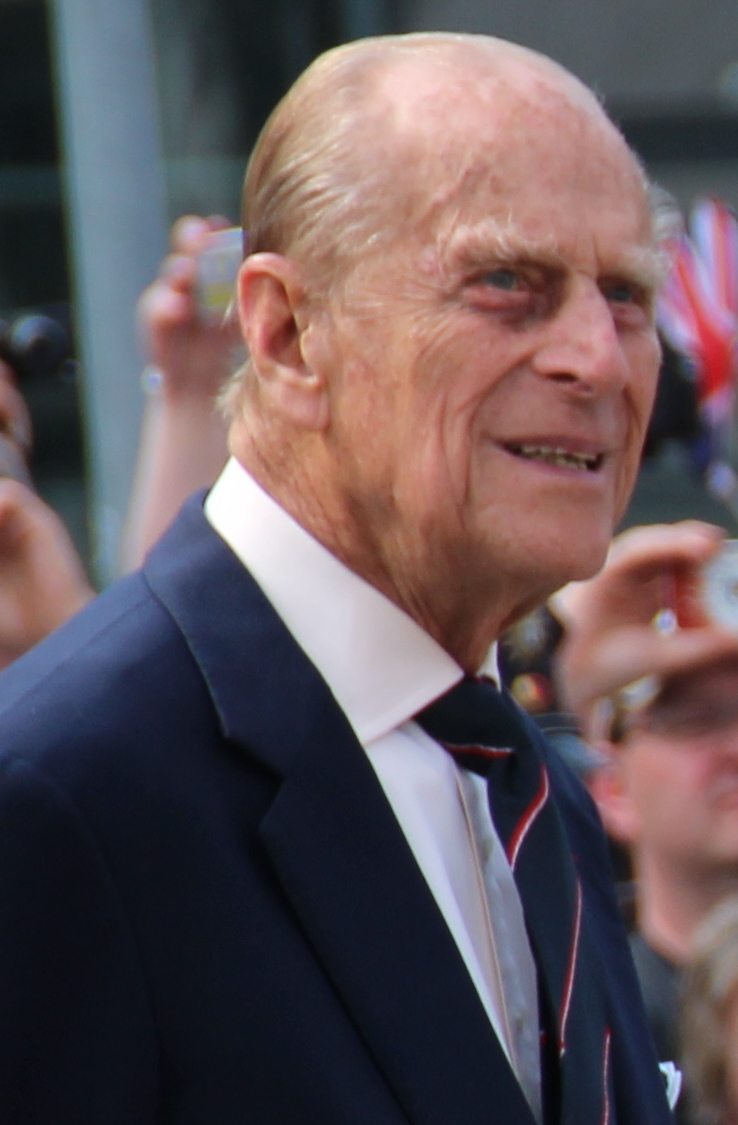
Prinz Philip (2015)

2016 nahm er noch an 110 Tagen offizielle Verpflichtungen wahr. Anfang August 2017 absolvierte er mit der Abnahme einer Militärparade seinen letzten öffentlichen Auftritt. Er war Schirmherr, Präsident oder Mitglied von 780 Organisationen.
Insgesamt absolvierte er 22.219 Termine, hielt 5.496 Reden und unternahm 637 Auslandsreisen. In diesen Zahlen sind die Auftritte an der Seite der Königin nicht enthalten. Im April 2019 löste er Alice, Countess of Athlone (1883–1981) als ältester Abkömmling eines britischen Monarchen ab. Während eines einmonatigen Krankenhausaufenthalts im Februar und März 2021 musste er sich unter anderem einer Herzoperation unterziehen.

### Tod und Begräbnis
Prinz Philip starb am 9. April 2021, zwei Monate vor seinem 100. Geburtstag, in Schloss Windsor an Altersschwäche. Sein Tod löste die Operation Forth Bridge aus; so lautete der Codename für einen Plan, der die Organisation seiner Bestattung regelte und der aufgrund der COVID-19-Pandemie in modifizierter Form zur Anwendung kam. Für die Beisetzung am 17. April 2021 wurde nur eine kleine private Zeremonie mit 30 Gästen geplant. Bei einer kurzen Prozession von Schloss Windsor zur St George’s Chapel, bei der man seiner mit einer landesweiten Schweigeminute gedachte, wurde Philips Sarg auf einem von ihm selbst entworfenen Land Rover Defender überführt.
Zu den Teilnehmern der Trauerfeier zählten seine Witwe Königin Elisabeth II., seine vier Kinder Charles, Anne, Andrew und Edward und seine Enkel, darunter auch Harry, der erstmals seit seinem Wegzug wieder nach Großbritannien gereist war. Auf Philips ausdrücklichen Wunsch nahmen auch drei seiner deutschen Verwandten, die über seine Mutter zu seiner engeren Familie gehörten, an der Trauerfeier teil, die Großneffen Philipp zu Hohenlohe-Langenburg und Bernhard Prinz von Baden sowie Heinrich Donatus von Hessen.
Die Trauerfeier wurde von David John Conner, dem Dekan von Windsor, geleitet und war geprägt durch von Prinz Philip selbst ausgesuchte Lesungen aus der Bibel (Sir 43,11–26  und Joh 11,21–27 ), Kirchenlieder (u. a. Eternal Father, Strong to Save) und Musikstücke (darunter eine Vertonung des Jubilate von Benjamin Britten, das russische Kontakion für die Verstorbenen in der Fassung von Walter Parratt und Elemente der Militärmusik wie The Last Post und Reveille). Es gab keine Predigt und keinen Nachruf. Der Erzbischof von Canterbury, Justin Welby, übernahm eine der Lesungen sowie einen Teil der Gebete und sprach den abschließenden Segen. Der Garter Principal King of Arms verlas Philips vollständige Titel. Die Zeremonie wurde in zahlreichen Ländern im Fernsehen übertragen.
Im Rahmen des Staatsbegräbnisses von Königin Elisabeth II. wurden am Abend des 19. September 2022 Prinz Philip und die Königin in der St. George’s Chapel im Grabgewölbe der King George VI Memorial Chapel beigesetzt.

## Kritik
Von Medien wurden gelegentlich Äußerungen des Prinzen bei öffentlichen Auftritten, besonders im Ausland, als taktlos oder rassistisch kritisiert. Beispielsweise sagte er gegenüber britischen Studenten in China: „Wenn Sie länger hier bleiben, werden Sie alle Schlitzaugen bekommen“, oder in Papua-Neuguinea: „Sie haben es also geschafft, nicht verspeist zu werden?“ Aborigines in Australien fragte er, ob sie noch mit Speeren aufeinander würfen.
Auch seine Aussagen gegenüber Staatsoberhäuptern oder Regierungschefs wurden gelegentlich als despektierlich betrachtet; so bemerkte er gegenüber dem Präsidenten von Nigeria mit Verweis auf dessen folkloristisch-landesübliche Kleidung: „Sie sehen aus, als wollten Sie gleich ins Bett gehen.“ Während der Hannover-Messe 1997 begrüßte er Bundeskanzler Helmut Kohl mit den Worten: „Guten Tag, Herr Reichskanzler!“

## Familie

### Vorfahren
| Ahnentafel von Philip Mountbatten, Duke of Edinburgh | Ahnentafel von Philip Mountbatten, Duke of Edinburgh                                                                                             | Ahnentafel von Philip Mountbatten, Duke of Edinburgh                                                       | Ahnentafel von Philip Mountbatten, Duke of Edinburgh                                                                  | Ahnentafel von Philip Mountbatten, Duke of Edinburgh                                                                  | Ahnentafel von Philip Mountbatten, Duke of Edinburgh                                                                    | Ahnentafel von Philip Mountbatten, Duke of Edinburgh                                                                    | Ahnentafel von Philip Mountbatten, Duke of Edinburgh                                                                    | Ahnentafel von Philip Mountbatten, Duke of Edinburgh                                                                    |
| ---------------------------------------------------- | --- | --- | --- | --- | --- | --- | --- | --- |
| Ururgroßeltern                                       | Herzog Friedrich Wilhelm von Schleswig-Holstein-Sonderburg-Glücksburg (1785–1831) ⚭ 1810 Prinzessin Luise Karoline von Hessen-Kassel (1789–1867) | Landgraf Wilhelm von Hessen-Kassel (1787–1867) ⚭ 1810 Prinzessin Louise Charlotte von Dänemark (1789–1864) | Zar Nikolaus I. (Russland) (1796–1855) ⚭ 1817 Prinzessin Charlotte von Preußen (1798–1860)                            | Herzog Joseph von Sachsen-Altenburg (1789–1868) ⚭ 1817 Herzogin Amalie von Württemberg (1799–1848)                    | Großherzog Ludwig II. von Hessen und bei Rhein (1777–1848) ⚭ 1804 Prinzessin Wilhelmine von Baden (1788–1836)           | Graf Hans Moritz Hauke (1775–1830) ⚭ 1807 Sophie Lafontaine (1790–1831)                                                 | Prinz Karl von Hessen-Darmstadt (1809–1877) ⚭ 1836 Prinzessin Elisabeth von Preußen (1815–1885)                         | Prinz Albert von Sachsen-Coburg und Gotha (1819–1861) ⚭ 1840 Königin Victoria (Vereinigtes Königreich) (1819–1901)      |
| Urgroßeltern                                         | König Christian IX. von Dänemark (1818–1906) ⚭ 1842 Prinzessin Louise von Hessen (1817–1898)                                                     | König Christian IX. von Dänemark (1818–1906) ⚭ 1842 Prinzessin Louise von Hessen (1817–1898)               | Großfürst Konstantin Nikolajewitsch Romanow (1827–1892) ⚭ 1848 Prinzessin Alexandra von Sachsen-Altenburg (1830–1911) | Großfürst Konstantin Nikolajewitsch Romanow (1827–1892) ⚭ 1848 Prinzessin Alexandra von Sachsen-Altenburg (1830–1911) | Prinz Alexander von Hessen-Darmstadt (1823–1888) ⚭ 1851 Gräfin Julia Hauke (1825–1895)                                  | Prinz Alexander von Hessen-Darmstadt (1823–1888) ⚭ 1851 Gräfin Julia Hauke (1825–1895)                                  | Großherzog Ludwig IV. (Hessen-Darmstadt) (1837–1892) ⚭ 1862 Prinzessin Alice von Großbritannien und Irland (1843–1878)  | Großherzog Ludwig IV. (Hessen-Darmstadt) (1837–1892) ⚭ 1862 Prinzessin Alice von Großbritannien und Irland (1843–1878)  |
| Großeltern                                           | König Georg I. (Griechenland) (1845–1913) ⚭ 1867 Großfürstin Olga Konstantinowna Romanowa (1851–1926)                                            | König Georg I. (Griechenland) (1845–1913) ⚭ 1867 Großfürstin Olga Konstantinowna Romanowa (1851–1926)      | König Georg I. (Griechenland) (1845–1913) ⚭ 1867 Großfürstin Olga Konstantinowna Romanowa (1851–1926)                 | König Georg I. (Griechenland) (1845–1913) ⚭ 1867 Großfürstin Olga Konstantinowna Romanowa (1851–1926)                 | Louis Mountbatten, 1. Marquess of Milford Haven (1854–1921) ⚭ 1884 Prinzessin Viktoria von Hessen-Darmstadt (1863–1950) | Louis Mountbatten, 1. Marquess of Milford Haven (1854–1921) ⚭ 1884 Prinzessin Viktoria von Hessen-Darmstadt (1863–1950) | Louis Mountbatten, 1. Marquess of Milford Haven (1854–1921) ⚭ 1884 Prinzessin Viktoria von Hessen-Darmstadt (1863–1950) | Louis Mountbatten, 1. Marquess of Milford Haven (1854–1921) ⚭ 1884 Prinzessin Viktoria von Hessen-Darmstadt (1863–1950) |
| Eltern                                               | Prinz Andreas von Griechenland (1882–1944) ⚭ 1903 Prinzessin Alice von Battenberg (1885–1969)                                                    | Prinz Andreas von Griechenland (1882–1944) ⚭ 1903 Prinzessin Alice von Battenberg (1885–1969)              | Prinz Andreas von Griechenland (1882–1944) ⚭ 1903 Prinzessin Alice von Battenberg (1885–1969)                         | Prinz Andreas von Griechenland (1882–1944) ⚭ 1903 Prinzessin Alice von Battenberg (1885–1969)                         | Prinz Andreas von Griechenland (1882–1944) ⚭ 1903 Prinzessin Alice von Battenberg (1885–1969)                           | Prinz Andreas von Griechenland (1882–1944) ⚭ 1903 Prinzessin Alice von Battenberg (1885–1969)                           | Prinz Andreas von Griechenland (1882–1944) ⚭ 1903 Prinzessin Alice von Battenberg (1885–1969)                           | Prinz Andreas von Griechenland (1882–1944) ⚭ 1903 Prinzessin Alice von Battenberg (1885–1969)                           |
| Philip Mountbatten, Duke of Edinburgh                | | | | | | | | |

### Kinder
| Name                                  | Titel             | Geburtsdatum      | Ehen |
| ------------------------------------- | ----------------- | ----------------- | --- |
| König Charles III.                    | König             | 14. November 1948 | 1. Lady Diana Spencer, später Fürstin von Wales, Heirat am 29. Juli 1981, Scheidung am 28. August 1996, gestorben am 31. August 1997. 2. Camilla Parker Bowles, Königin (Queen Consort); zuvor zunächst Fürstin von Wales, nutzte den Titel Herzogin von Cornwall, Heirat am 9. April 2005. |
| Princess Anne Elizabeth Alice Louise  | Princess Royal    | 15. August 1950   | 1. Mark Phillips, Captain, Heirat am 14. November 1973, Scheidung am 28. April 1992. 2. Timothy Laurence, Vizeadmiral, Heirat am 12. Dezember 1992. |
| Prince Andrew Albert Christian Edward | Duke of York      | 19. Februar 1960  | Sarah Margaret Ferguson, Heirat am 23. Juli 1986, Scheidung am 30. Mai 1996. |
| Prince Edward Antony Richard Louis    | Duke of Edinburgh | 10. März 1964     | Sophie Helen Rhys-Jones, Heirat am 19. Juni 1999. |

### Enkelkinder
| Name                                                            | Geburtsdatum       | Eltern                                                     | Ehen                                                     |
| --------------------------------------------------------------- | ------------------ | ---------------------------------------------------------- | -------------------------------------------------------- |
| Peter Mark Andrew Phillips                                      | 15. November 1977  | Anne, Princess Royal und Mark Phillips                     | Autumn Kelly, Heirat am 17. Mai 2008.                    |
| Zara Anne Elizabeth Phillips                                    | 15. Mai 1981       | Anne, Princess Royal und Mark Phillips                     | Mike Tindall, Heirat am 30. Juli 2011.                   |
| Prince William Arthur Philip Louis                              | 21. Juni 1982      | Charles III. und Diana, Princess of Wales                  | Catherine Elizabeth Middleton, Heirat am 29. April 2011. |
| Prince Henry Charles Albert David                               | 15. September 1984 | Charles III. und Diana, Princess of Wales                  | Meghan Markle, Heirat am 19. Mai 2018.                   |
| Princess Beatrice Elizabeth Mary                                | 8. August 1988     | Andrew, Duke of York und Sarah, Duchess of York            | Edoardo Mapelli Mozzi, Heirat am 17. Juli 2020.          |
| Princess Eugenie Victoria Helena                                | 23. März 1990      | Andrew, Duke of York und Sarah, Duchess of York            | Jack Brooksbank, Heirat am 12. Oktober 2018.             |
| Lady Louise Alice Elizabeth Mary Mountbatten-Windsor            | 8. November 2003   | Edward, Duke of Edinburgh und Sophie, Duchess of Edinburgh |                                                          |
| James Alexander Philip Theo Mountbatten-Windsor, Earl of Wessex | 17. Dezember 2007  | Edward, Duke of Edinburgh und Sophie, Duchess of Edinburgh |                                                          |

### Urenkel
| Name                                | Geburtsdatum       | Eltern                                                    |
| ----------------------------------- | ------------------ | --------------------------------------------------------- |
| Savannah Anne Kathleen Phillips     | 29. Dezember 2010  | Peter und Autumn Phillips                                 |
| Isla Elizabeth Phillips             | 29. März 2012      | Peter und Autumn Phillips                                 |
| Prince George Alexander Louis       | 22. Juli 2013      | William, Prince of Wales und Catherine, Princess of Wales |
| Mia Grace Tindall                   | 17. Januar 2014    | Zara und Mike Tindall                                     |
| Princess Charlotte Elizabeth Diana  | 2. Mai 2015        | William, Prince of Wales und Catherine, Princess of Wales |
| Prince Louis Arthur Charles         | 23. April 2018     | William, Prince of Wales und Catherine, Princess of Wales |
| Lena Elizabeth Tindall              | 18. Juni 2018      | Zara und Mike Tindall                                     |
| Archie Mountbatten-Windsor          | 6. Mai 2019        | Henry, Duke of Sussex und Meghan, Duchess of Sussex       |
| August Philip Hawke Brooksbank      | 9. Februar 2021    | Eugenie Brooksbank und Jack Brooksbank                    |
| Lucas Philip Tindall                | 21. März 2021      | Zara und Mike Tindall                                     |
| Lilibet Mountbatten-Windsor         | 4. Juni 2021       | Henry, Duke of Sussex und Meghan, Duchess of Sussex       |
| Sienna Elizabeth Mapelli Mozzi      | 18. September 2021 | Beatrice Mapelli Mozzi und Edoardo Mapelli Mozzi          |
| Ernest George Ronnie Brooksbank     | 30. Mai 2023       | Eugenie Brooksbank und Jack Brooksbank                    |
| Athena Elizabeth Rose Mapelli Mozzi | 22. Januar 2025    | Beatrice Mapelli Mozzi und Edoardo Mapelli Mozzi          |

## Titulatur (Style)

Standarte von Prinz Philip

- Seine Königliche Hoheit Prinz Philip von Griechenland und Dänemark (10. Juni 1921 – 18. März 1947)
- Lieutenant Philip Mountbatten, Royal Navy (28. Februar 1947 – 18. November 1947)
- Lieutenant Sir Philip Mountbatten, KG, RN (18. November 1947 – 19. November 1947)
- Seine Königliche Hoheit Sir Philip Mountbatten, KG (19. November 1947 – 20. November 1947)
- Seine Königliche Hoheit Philip, Duke of Edinburgh, KG (20. November 1947 – 4. Dezember 1951)
- Seine Königliche Hoheit Philip, Duke of Edinburgh, KG, PC (4. Dezember 1951 – 21. April 1952)
- Seine Königliche Hoheit Philip, Duke of Edinburgh, KG, KT, PC (21. April 1952 – 22. Mai 1953)
- Seine Königliche Hoheit Philip, Duke of Edinburgh, KG, KT, GBE, PC (22. Mai 1953 – 22. Februar 1957)
- Seine Königliche Hoheit Prinz Philip, Duke of Edinburgh, KG, KT, GBE, PC (22. Februar 1957 – 10. Juni 1968)
- Seine Königliche Hoheit Prinz Philip, Duke of Edinburgh, KG, KT, OM, GBE, PC (10. Juni 1968 – 15. November 1981)
- Seine Königliche Hoheit Prinz Philip, Duke of Edinburgh, KG, KT, OM, GBE, QSO, PC (15. November 1981 – 13. Juni 1988)
- Seine Königliche Hoheit Prinz Philip, Duke of Edinburgh, KG, KT, OM, GBE, AC, QSO, PC (13. Juni 1988 – 26. Januar 2015)
- Seine Königliche Hoheit Prinz Philip, Duke of Edinburgh, KG, KT, OM, GBE, AK, QSO, PC (ab 26. Januar 2015)

## Wappen

Wappen von Prinz Philip zwischen 1947 und 1949

Wappen von Prinz Philip ab 1949

Im Wappen, das Prinz Philip zwischen 1947 und 1949 führte, stammt das weiße Kreuz auf azurblauem Grund mit Herzschild aus dem Wappen des Königreiches von Griechenland. Im ersten Viertel ist das Wappen seiner Urgroßmutter Alice, Großherzogin von Hessen und Tochter von Queen Victoria, abgebildet. Umgeben ist das Wappen mit dem Strumpfband des Hosenbandordens.
Gekrönt ist das Wappen von der Krone eines souveränen Herrschers, diese wiederum vom königlichen Helm, dieser von einer herzoglichen Krone und diese von den fünf Straußenfedern des Hauses Battenberg. Schildhalter sind der Wilde Mann – dargestellt als Herakles mit Löwenfell – aus dem dänischen bzw. griechischen Wappen und der Löwe aus dem hessischen Wappen. Wahlspruch ist ‘God Is My Help’, ‚Gott ist meine Hilfe‘.
Im Wappen, das Prinz Philip ab 1949 führte, sind im ersten Viertel die drei Löwen mit den neun Herzen des dänischen Wappens dargestellt. Im zweiten Feld ist das Kreuz von Griechenland abgebildet. Das dritte Feld repräsentiert das Haus von Battenberg. Das vierte Feld steht für Edinburgh. Umgeben ist das Wappen vom Hosenbandorden. Die Helmzier, der Schildhalter und der Wahlspruch sind die gleichen wie im vorangegangenen Wappen.

## Vollständiger Titel
„His Royal Highness The Prince Philip, Duke of Edinburgh,
Earl of Merioneth and Baron Greenwich,
Royal Knight Companion of the Most Noble Order of the Garter,
Extra Knight of the Most Ancient and Most Noble Order of the Thistle,
Member of the Order of Merit,
Grand Master and First and Principal Knight of the Most Excellent Order of the British Empire,
Knight of the Order of Australia,
Companion of the Queen’s Service Order,
Lord of Her Majesty’s Most Honourable Privy Council,
Member of Her Majesty’s Privy Council for Canada.“

## Verschiedenes
- Philip war Ehrenpräsident des WWF.
- Ihm zu Ehren ist der Prinz-Philip-Gletscher in der Antarktis benannt.
- Die Prinz-Philip-Bewegung ist ein Cargo-Kult, der von der Bevölkerung des Dorfes Yaohnanen auf der zu Vanuatu gehörenden Insel Tanna betrieben wird. Der Kult verehrt Philip als eine Gottheit.
- Philip gründete den Verein The Duke of Edinburgh Award, welcher Jugendliche unterstützt.

## Printmedien
- Thomas Kielinger: Die Zukunft der Monarchie. Nachruf auf His Royal Highness Prince Philip, Duke of Edinburgh. In: Deutsches Adelsblatt Nr. 5, 15. Mai 2021, S. 27–30.